# Just a Lil Bit
Just a Lil Bit — третий сингл американского рэпера 50 Cent с его второго студийного альбома «The Massacre».

## О сингле
Сингл занял 3-ю строчку чарта Billboard Hot 100 и стал восьмым синглом исполнителя, который попал в топ-10 чарта Hot 100. Сторона Б: живая запись «Disco Inferno» с AOL Sessions.
На официальном ремиксе песни присутствует рэпер White Dawg. T-Pain использовал инструментал для фристайла «A Little Hit», The Game — для дисса на 50 Cent и G-Unit «300 Bars & Runnin'». Он также переработал «Just a Lil Bit» на ещё один дисс на Фифти.

## Видеоклип
Режиссёр: Бенни Бум.
Действие видео происходит на Карибских островах. По сценарию, 50 Cent играет Эль Джефф («Босса»), который нанимает трех женщин привлекательной внешности для ограбления своих врагов. В двух случаях из трех на месте преступления было оставлено $50.

## Список композиций
- UK CD-сингл #1[6]

1. "Just a Lil Bit" - 3:59
2. "Disco Inferno" (Live AOL Session) - 3:11

- UK CD-сингл #2[7]

1. "Just a Lil Bit" - 3:59
2. "Just a Lil Bit" (Instrumental) - 3:59
3. "Just a Lil Bit" (Music Video) - 3:59
4. "Disco Inferno" (Live AOL Session - Music Video) - 3:11

## Чарты и сертификации

### Еженедельные чарты
| Чарты (2005)                                | Пик позиции |
| ------------------------------------------- | ----------- |
| Австралия (ARIA)                            | 13          |
| Австрия (Ö3 Austria Top 40)                 | 13          |
| Бельгия/Фландрия (Ultratop 50)              | 9           |
| Бельгия/Валлония (Ultratop 50)              | 20          |
| Европа (Billboard European Hot 100 Singles) | 14          |
| Франция (SNEP)                              | 38          |
| Германия (GfK)                              | 11          |
| Ирландия (IRMA)                             | 9           |
| Нидерланды (Dutch Top 40)                   | 21          |
| Новая Зеландия (Recorded Music NZ)          | 8           |
| Швейцария (Schweizer Hitparade)             | 11          |
| Великобритания (OCC UK Singles)             | 10          |
| США (Billboard Hot 100)                     | 3           |
| США (Billboard Hot R&B/Hip-Hop Songs)       | 3           |
| США (Billboard Pop Airplay)                 | 9           |
| США (Billboard Hot Rap Songs)               | 1           |

### Сертификации
| Страна        | Сертификации |
| ------------- | ------------ |
| Australia     | Gold         |
| United States | Platinum     |

### На конец года чарты
| Чарты (2005)                             | Пик позиция |
| ---------------------------------------- | ----------- |
| Australia (ARIA)                         | 70          |
| Belgium (Ultratop 50 Flanders)           | 62          |
| Belgium (Ultratop 50 Wallonia)           | 70          |
| Netherlands (Dutch Top 40)               | 162         |
| New Zealand (RIANZ)                      | 44          |
| Switzerland (Schweizer Hitparade)        | 63          |
| UK Singles (The Official Charts Company) | 116         |
| US Billboard Hot 100                     | 17          |